# Rosa Bolea
Rosa María Bolea Bailo, conocida como Rosa Bolea, es una científica y académica española especializada en Sanidad Animal. En marzo de 2025 fue nombrada rectora de la Universidad de Zaragoza, siendo la primera mujer en acceder a este cargo. Es miembro de facto del European College of Veterinary Microbiology.

## Trayectoria
Rosa Bolea estudió Veterinaria en la Universidad de Zaragoza y se decantó por la especialidad de medicina veterinaria, en patología animal, en las ganaderías ovina y caprina.

## Vicerrectora de Política Científica
Desde enero de 2021, Bolea es vicerrectora de Política Científica.

## Rectora de la Universidad de Zaragoza
El 18 de marzo de 2025, se convierte en la primera mujer rectora de la Universidad de Zaragoza tras ganar las elecciones con el 53,6% de los votos emitidos.